# حركة ويكوان
حركة ويكوان عبارة عن مجموعة غير مركزية من المحامين والخبراء القانونيين والمفكرين في الصين الذين يسعون إلى حماية الحقوق المدنية للمواطنين، والدفاع عنها من خلال التقاضي والنشاط القانوني، ونظّمت الحركة (التي بدأت في أوائل العقد الأول من القرن الحادي والعشرين) مظاهرات، وسَعَت إلى الإصلاح عن طريق القانون، وبمساعدة وسائط الإعلام، ودافعت عن ضحايا انتهاكات حقوق الإنسان، على الرغم من معارضة سلطات الحزب الشيوعي. 
من بين القضايا التي اعتمدها محاميو ويكوان حقوق الملكيّة، والسّكن، وحماية ضحايا الإيدز، والكوارث البيئية، والحرية الدينية، وحرية الكلام والصحافة، والدفاع عن حقوق المحامين الآخرين الذين يتعرضون للطرد من نقابة المحامين، أو للسجن.
واجه الأفراد المشاركون في حركة ويكوان انتقامًا قاسيًا من قِبَل مسؤولين صينيين في بعض الأحيان، بما في ذلك شطب أسمائهم من قائمة المحامين، واحتجازهم، ومضايقتهم، وأحيانًا تعذيبهم حتى، وردّت السلطات أيضًا على الحركة بإطلاق حملة تثقيفية بشأن «المفهوم الاشتراكي لسيادة القانون»، تؤكد فيها من جديد على دور الحزب الشيوعي وأولوية الاعتبارات السياسية في مهنة القانون. 

## معلومات أساسية
منذ الإصلاحات القانونية في أواخر سبعينيات وثمانينيات القرن العشرين، انتقل الحزب الشيوعي الصيني إلى تبني لغة حكم القانون وتأسيس نظام محاكم حديث. وفي إطار هذه العملية، سنّت الحكومة الآلاف من القوانين واللوائح الجديدة، وبدأت في تدريب المزيد من المهنيين القانونيين. 
مفهوم «سيادة القانون» مكرّس في الدستور، وبدأ الحزب الشيوعي الصيني في حملات للتعريف بفكرة تمتع المواطنين بالحماية بموجب القانون، ولكن في الوقت نفسه، يوجد تناقض جوهري في تنفيذ سيادة القانون، حيث يصرّ الحزب الشيوعي الصيني على أن تكون سلطته فوق سلطة القانون؛ إذ يكرس الدستور سيادة القانون، ولكنه يؤكد أيضًا على مبدأ «قيادة الحزب الشيوعي»، والسلطة القضائية ليست مستقلّة، بل تخضع لتسييس الحزب الشيوعي ومراقبته، وقد أفضى ذلك إلى نظام أكثر ما يوصف بأنه «التحكّم عن طريق القانون» وليس تحكّم القانون.
ولأن القرارات القضائية تخضع أحيانًا للتقييمات التعسفية للحزب الشيوعي الصيني، فإن المواطنين الذين يحاولون الاستفادة من النظام القانوني في ملاحقة قضاياهم يجدون أنها قد تُقمع في حال تقرر أنّها تنطوي على احتمال المساس بسلطة الحزب الشيوعي. 
ساعد على ظهور حركة ويكوان مجموعة من العوامل، منها توافر سوق لخدماتها، والوعي الناشئ بالحقوق، وسهّل ذلك عليهم «قانون المحامين» لعام 1996، الذي غيّر تعريف المحامين من «العاملين القانونيين الحكوميين» إلى المهنيين الحاصلين على شهادة قانونية، والذين يؤدون خدمات قانونية، وهذا القانون يفصل عمليًا بين المحامين والدولة، ويعطي المحامين قدرًا أكبر من الاستقلال الذاتي في إطار المهنة (وإن كان لا يزال محدودًا).
يميل محاميو ويكوان بشكل خاص إلى انتقاد الافتقار إلى استقلال القضاء في الصين، ولكن بدلًا من الطعن في قوانين بعينها، فإنهم يصورون عملهم باعتباره متماشيًا مع القوانين الصينية، ويصفون أنشطتهم باعتبارها وسيلة للدفاع عن الدستور وإعلاء شأنه ضد الانتهاكات، وعلى هذا الأساس وُصف عمل ويكوان بأنه شكل من أشكال المقاومة المشروعة.
وفي سياق تزايد عدد المحامين في الصين، فإن نسبة المحامين في ويكوان ضئيلة جدًا حيث يواجه محاميو ويكوان مخاطر شخصية ومالية ومهنية كبيرة.
ومن أبرز محاميي ويكوان هي ويفانغ، وشو زهييونغ، وتينغ بياو، وغو فاكسيونغ وتشين غوانغتشينغ، وغاو زيشينغ، وتشينغ إنتشونغ، ولي فههيبينغ.

### حرّية التعبير
على الرغم من أن حرية التعبير منصوصٌ عليها في المادة 35 من دستور جمهورية الصين الشعبية، فإن السلطات الصينية تفرض قيودًا على التعبير السياسي والديني، وتتفق هذه القيود أحيانًا مع المادة 105 من القانون الجنائي، التي تتضمن أحكامًا غامضة تنص على منع «التحريض على سلطة الدولة»، ومما ناقش فيه محاميو ويكوان (إلى جانب المنظمات الدولية لحقوق الإنسان) بأن الأحكام المناهضة للتخريب تتعارض مع دستور الصين ذاته ومع المعايير الدولية لحقوق الإنسان، لا سيما في ضوء انعدام الشفافية والمبادئ التوجيهية الواضحة المستخدمة في تطبيق القوانين.
واعترض محاميو ويكوان أيضًا على تطبيق قوانين أسرار الدولة، التي تُستخدم أحيانًا لملاحقة الأفراد الذين ينشرون معلومات عن قضايا حساسة سياسيًا، ففي نوفمبر 2009، على سبيل المثال، شارك محامون في الدفاع عن خوانغ تسي، وهو ناشط في سيشوان كان قد دافع على الإنترنت عن أهالي ضحايا زلزال سيشوان. وحُكم على هوانغ بالسجن ثلاث سنوات لحيازته أسرارًا للدولة.

### استقلال القضاء
يؤكّد الدستور الصيني على سيادة القانون، ولكنه في نفس الوقت يشدّد على مبدأ «قيادة الحزب الشيوعي».
تخضع مهنة المحاماة نفسها لسلطة الحزب الشيوعي؛ وتتولى وزارة العدل، وليس نقابة المحامين، مسؤولية إصدار وتجديد تراخيص المحامين، وقد ناقش محاميو ويكوان بأن هذا النظام يحول دون نشوء سيادة قانون حقيقية، ودعوا إلى إجراء إصلاحات للنهوض باستقلال القضاء وحماية المهنيين القانونيين.
وفي أواخر أغسطس 2008، وقّعت مجموعة من عشرات المحامين في بيجين عريضة تنص على أن قادة نقابة المحامين في بيجين يجب أن ينتخبهم أعضاء المنظمة بدلًا من تعيينهم. وذكرت رسالة الالتماس أن عملية اختيار مديري الرابطة تتنافى مع المبادئ التوجيهية الرسمية والدستور الصيني، وينبغي الاستعاضة عنها بعملية تصويت ديمقراطي، وردّت نقابة المحامين في بيجين على الحملة بالتأكيد على أن «أي فرد يستخدم رسائل نصية أو على شبكة الإنترنت أو غيرها من وسائط الإعلام للترويج لمفهوم الانتخابات المباشرة ونشره بصورة شخصية، والتعبير عن آراء مثيرة للجدل، ومن ثم نشر شائعات داخل نقابة المحامين في بيجين، وإرباك وتسميم عقول الناس، وإقناع الناس بالظروف غير القائمة فيما يتعلق بما يسمى 'الدعوة إلى إجراء انتخابات مباشرة لنقابة المحامين في بيجين' هو أمر غير قانوني». في السنة التالية، رفض مكتب العدل في بيجين تجديد تراخيص 53 محاميًا من محاميي ويكوان.

### حقوق ملكية الأراضي
بموجب قانون الملكية الصيني، لا توجد أراضٍ مملوكة ملكية خاصة؛ كما أن «الأراضي الحضرية» مملوكة للدولة التي تمنح حقوق ملكية الأراضي لعدد محدد من السنوات، وتقوم الدولة بتأجير الأراضي الريفية أو «الأراضي المملوكة جماعيًا» لفترات مدتها 30 عامًا، وهي محجوزة نظريًا للأغراض الزراعية والسكن وخدمات المزارعين.

### الدفاع عن الأقليات العرقية
عرض العديد من محاميي ويكوان، من بينهم تينغ بياو، وجيانغ تيانيونغ، ولي فانغ بينغ، المساعدة القانونية على التيبتيين في أعقاب احتجاجات مارس 2008، وأسفرت الاحتجاجات عن سجن ما لا يقل عن 670 تيبتيًا وإعدام ما لا يقل عن أربعة منهم. 
أكدت مصادر حكومية صينية أن الاضطرابات والعنف في التيبت كان من تدبير الدالاي لاما، وأن أتباعه نفذوه بغرض إثارة الشغب، وتعطيل الألعاب الأولمبية لصيف عام 2008 في بيجين، وأصدرت مبادرة الدستور المفتوح، التي يديرها العديد من المحامين والمفكرين في ويكوان، ورقة في مايو 2009 تطعن في الرد الرسمي، وتشير إلى أن الاحتجاجات كانت بدلًا من ذلك ردًا على الظلم الاقتصادي، وهجرة أهل هان الصينيين، وأوصت منظمة كوت ديفوار بأن تحترم السلطات الصينية حقوق ومصالح شعب التبت وتحميها على نحو أفضل، بما في ذلك الحرية الدينية، وأن تعمل على الحد من عدم المساواة الاقتصادية والفساد. وفي يوليو 2010، اشترك مجموعة من الناشطين الصينيين، بما في ذلك تينج بياو، في التوقيع على رسالة موجهة إلى القيادة الصينية للاحتجاج على الحكم بالسجن لمدة خمسة عشر عامًا على الصحفي اليوغوري هالايتي نيازي، ولم يُسمح للسيد نيازي بتوكيل محام أثناء محاكمته، حيث وُجهت إليه تهمة «تعريض أمن الدولة للخطر».

### فالون غونغ
في يوليو 1999، حُظر تحت قيادة الحزب الشيوعي الفالون غونغ، وهو منهج روحي يدعى «الكيغونغ» كان يجمع عشرات الملايين من أتباعه في الصين، وفي محاولة لإجبار أتباع فالون غونغ على التخلي عن إيمانهم بهذه الممارسة، تعرّضوا للعنف المنهجي بموافقة الدولة، الذي انتهى أحيانًا عند بعضهم بالوفاة.
أفاد مركز معلومات فالون دافا بأن عدة مئات من أتباع فالون غونغ قد حكم عليهم بالسجن لمدة تصل إلى 18 سنة في عام 2009 وحده. وتشير جماعات حقوق الإنسان، بما فيها منظمة العفو الدولية، أن تطبيق القانون لاضطهاد أتباع فالون غونغ يتعارض مع دستور الصين ذاتها، ومع المعايير الدولية أيضًا.

### الإيدز HIV
دافع بعض المحامين في ويكوان عن حقوق ضحايا فيروس نقص المناعة المكتسب/الإيدز، الذين أصيبوا بالفيروس نتيجة حملات الدم التي ترعاها الدولة، ففي تسعينيات القرن العشرين، شجع المسؤولون الحكوميون في وسط الصين، وخاصة في هنان، المواطنين الريفيين على بيع بلازما الدم من أجل تعزيز دخلهم.
أدى سوء الإدارة الفادح للعملية إلى إصابة مئات الآلاف من الأفراد بفيروس نقص المناعة المكتسب، ووفقًا للناشطين، لم يحصل الضحايا على تعويض، ولم يحاسب أي موظف حكومي، وتواصل السلطات حجب المعلومات عن الوباء، وهو أمر حساس بشكل خاص في ضوء تورط لي تشانغشون، رئيس الدعاية في الحزب الشيوعي ورئيس الحزب السابق في هنان.

### حقوق المرأة
يملك شين جوانجتشينج (وهو محام أعمى علَّم نفسه بنفسه) مكانة بارزة في الدفاع عن ضحايا سياسة الطفل الواحد في الصين، فقد كانت سياسة الطفل الواحد، التي طُبقت لأول مرة في عام 1979، تقضي بأنه لا يجوز للأزواج أن ينجبوا إلا طفلاً واحداً، ولو أن هناك استثناءات لبعض المواطنين الريفيين، والأقليات العرقية، والأزواج الذين كانوا هم أنفسهم أطفالًا وحيدين.
اتُهمت السلطات الصينية والموظفون في تنظيم الأسرة بالقيام بعمليات إجهاض قسري، وتعقيم، وسجن، وتعذيب لتطبيق هذه السياسة، وفي عام 2005، رفع تشين غوانغتشينغ دعوى جماعية ضد مسؤولي تنظيم الأسرة في لينيي، شاندونغ، الذين اتهموا بتعقيم آلاف النساء، وإجهاضهن القسري.

### المسيحيون السّريون
يضمن دستور الصين حرية الدين، لكن لجماعات دينية محددة فقط، وفي الممارسة العملية، لا تُمنح الحرية الدينية إلا في إطار معايير محددة بصرامة للروابط الدينية «الوطنية» الخمس المسموح بها رسميًا وهي البوذية، والطاوية، والإسلام، والبروتستانتية، والكاثوليكية، فالجماعات التي تقع خارج نطاق الأديان التي تديرها الدولة، بما في ذلك المسيحيون «السّريون» أو «كنيسة البيت»، تتعرض بدرجات متفاوتة للقمع والاضطهاد.

## استجابة الحكومة
كَردّ على ظهور حركة ويكوان، أطلقت الحكومة في أبريل 2006 حملة سياسية لترسيخ قيادة الحزب الشيوعي للعمل القضائي، ومكافحة فكرة زيادة استقلال القضاة والمحامين، وتثقيف المواطنين حول «المفهوم الاشتراكي لسيادة القانون».

## استجابة المجتمع الدولي
على الرغم من عدم شهرة حركة ويكوان خارج الصين، فقد أعربت الحكومات الغربية، ومنظمات حقوق الإنسان عن قلقها حول معاملة أفراد محاميي ويكوان في الصين من قبل الحكومة، فقد تعرض بعضهم للفصل من نقابة المحامين، والسجن والاختفاء المطول، وإصدار الأحكام، والتعذيب، وكل ذلك بسبب عملهم في تعزيز الحقوق المدنية، والتعبير عن معارضتهم لحكم الحزب الواحد. 